# Disturbo evitante/restrittivo dell'assunzione di cibo
Il disturbo evitante-restrittivo dell’assunzione di cibo (conosciuto anche come "ARFID", dall'inglese avoidant-restrictive food intake disorder) è un disturbo del comportamento alimentare di eziologia sconosciuta. Insorge tipicamente durante l'infanzia e consiste nella paura e, conseguente, evitamento del cibo o delle situazioni ad esso collegate.
È importante sottolineare che, a differenza dell'anoressia nervosa, nel paziente con tale disturbo non si presenta un'eccessiva preoccupazione della propria forma fisica o un tentativo di perfezionamento della stessa.

## Sintomi e caratteristiche
Il disturbo può comparire in qualsiasi momento della vita; ma è più spesso diagnosticato in età infantile. Può inizialmente venire scambiato per un più semplice capriccio del paziente riguardo la scelta minuziosa del cibo da ingerire ma si differenzia da esso per la più consistente durata dei sintomi, dalla compromissione delle attività sociali e da un generalizzato stato di ansia.
Il paziente con ARFID può provare avversione verso un particolare tipo di cibo, consistenza, temperatura o forma. Può avere timore di soffocare, vomitare o sentirsi male dopo aver mangiato o vivere il rito del pasto in chiave socialmente ed emotivamente pressante.
In alcuni casi le cause del disturbo si possono individuare in eventi traumatici legati al cibo (soffocamento, vomito, problemi gastrointestinali) o all'aspetto sociale dello stesso. In molti altri casi, invece, non si riesce a risalire a una causa scatenante; ma si possono apprezzare comorbilità con: disturbi dello spettro autistico, disturbo da deficit dell'attenzione (ADHD), disturbo d'ansia generalizzato e disturbo ossessivo compulsivo (DOC).

### Incidenza
Si è notato che l'ARFID tende a esordire in età più giovanile rispetto ad altri disturbi del comportamento alimentare; inoltre, l'incidenza è prevalente nel sesso maschile.

### Diagnosi differenziale
La diagnosi di ARFID deve essere eseguita tenendo conto delle seguenti caratteristiche:
- L'evitamento del cibo non deve essere collegato a imposizione sociale, culturale o religiosa;
- La restrizione non deve essere provocata da un trattamento medico (e.g. chemioterapia, radioterapia) o da altro disturbo del comportamento alimentare, in particolare: anoressia nervosa e bulimia nervosa;
- Non sussistenza di alterazioni nella percezione della propria forma corporea;
- Significativa carenza nutrizionale e/o dipendenza da supporto nutrizionale esterno (e.g. nutrizione parenterale).

### Trattamento
Il trattamento consiste nella riabilitazione nutrizionale del paziente iniziando dal recupero ponderale. La terapia può limitarsi ad avvenire con il trattamento psicologico attraverso la terapia cognitivo-comportamentale sebbene in alcuni casi risulti necessario l'affiancamento di farmaci come il lorazepam, midrazapina e olanzapina.